# میرغفار سجادنژاد الوار
میرغفار سجادنژاد الوار(۱۳۰۹-) نماینده مردم (بستان آباد) آذربایجان شرقی در اولین و دومین دوره مجلس شورای اسلامی بود. سجاد نژاد تحصیلات حوزوی سطح و خارج دارد.
| دوره نمایندگی | تعداد رای | درصد آراء |
| ------------- | --------- | --------- |
| دوم           | ۲۷٬۶۰۵    | ۶۱٫۱۰     |
| اول           | ۱۹٬۵۳۹    | ۵۸٫۸۰     |